# Rey Manaj
Rey Manaj (em albanês:  Rei Manaj; Lushnjë, 24 de fevereiro de 1997) é um futebolista albanês que atua como atacante. Atualmente joga no Sharjah FC e pela Seleção Albanesa.

## Carreira

### Início

#### Cremonese
Manaj nasceu em Lushnjë, Albania, no ano de 1997, e mudou-se com seus pais para Itália, onde iniciou sua carreira na base do Piacenza aos 11 anos. Manaj tentou antes ingressar nas categorias de base do Milan e Atalanta, mas não obteve êxito em nenhuma das tentativas. Tendo então passado e entrado no Piacenza em 2008, Manaj conquistou alguns troféus e prêmios pelo clube. Porém, em 2012 o clube gerido pela família do empresário Leonardo Garilli decretou falência e Manaj acabou indo para o Cremonese no mesmo ano.

#### Sampdoria
Em 2013, o Cremonese emprestou-o para a base  do Sampdoria. Durante um jogo-treino contra o time principal, assim que Manaj viu que o goleiro Angelo da Costa estava adiantado, tentou surpreendê-lo com um chute do meio do campo. O chute acabou saindo, mas passou perto do gol. Francesco Pedone, técnico do clube na época, disse a Manaj "Se você fizer isso na próxima, vez eu vou substituí-lo". Algumas semanas depois, quando a equipe de Genovese enfrentou o Siena primavera, Manaj fez o mesmo lance, só que desta vez a bola acabou no gol. Recordando o que aconteceu no jogo-treino contra o primeiro time Sampdoria, Manaj dirigiu-se ao técnico Pedone dizendo: "Treinador, está bom assim?". Também atuou em alguns jogos pelo time Primavera (Sub-19) do técnico Enrico Chiesa.
A Sampdoria poderia ter adquirido Manaj definitivamente por fazer parte do seu acordo de empréstimo, constando uma cláusula de compra de 300.000 euros após o término do empréstimo em 30 de junho de 2015, mas na época houve uma mudança de proprietário na Sampdoria, com Massimo Ferrero substituindo a família do ex-presidente Riccardo Garrone, e a opção de compra expirou. Quando a Sampdoria foi discutir sobre a compra do atleta após o dia 30 de junho, a taxa de transferência pedida foi de 700.000 euros para co-propriedade com muitas outras cláusulas, e a Sampdoria se recusou a pagar a quantia pedida.

### Cremonese
Manaj fez sua estreia profissional pelo  Cremonese em 7 de setembro de 2014, aos 17 anos de idade, entrando nos últimos 14 minutos da vitória por 2–1 sobre o Mantova. Posteriormente faria sua primeira partida como titular, sendo a derrota 1–0 para o Pordenone. Seu primeiro gol ocorreu em 11 de outubro de 2014 no empate de 1–1 com o Alessandria Calcio, tornando-se o jogador mais jovem a fazer um gol na Lega Pro (terceira divisão italiana), com 17 anos e 7 meses. Ao todo, fez 21 jogos e marcou dois gols na temporada.

### Inter de Milão
Após ser especulado em vários clubes devido à suas boas atuações pelo Cremonese, como Juventus, Atlético Madrid e Roma, no dia 14 de julho de 2015 foi anunciado pela Inter Milan por cerca de 1 milhão de euros e assinando por cinco anos, com Inter tendo emprestado ao Cremonese Fabio Eguelfi e Francesco Forte como parte do acordo da transferência de Manaj ao clube milanês. Manaj logo foi integrado ao time principal pelo técnico Roberto Mancini. Em seu início, demonstrou um excelente desempenho e deixou boa impressão ao fazer dois gols em duas partidas em jogos amistosos preparatórios.
Manaj fez sua estreia pela Inter em 6 de agosto de 2015, ao substituir place Jeison Murillo em um amistoso contra o Athletic de Bilbao que o clube italiano venceu por 2–0. Fez sua estreia pela Série A de 2015–16 em 23 de agosto de 2015, entrando no lugar de Brozović aos 85 minutos da vitória de 1–0 sobre o Atalanta. Em 15 de dezembro, Manaj foi titular pela primeira vez na Coppa Italia na partida contra o Cagliari, atuando nos 90 minutos da partida e dando uma assistência para Palacio marcar o primeiro gol da partida, que terminou 3–0 para a Inter.
Nesse período, foi nomeado como um dos 50 talentos do futebol em janeiro de 2016, em lista feita pela Goal. Em 2 de março de 2016, no jogo de volta da semifinal da Coppa Italia contra a Juventus no San Siro, Manaj entrou na partida durante a prorrogação e consequentemente na disputa de pênaltis que iria ocorrer depois. Converteu sua cobrança, mas a Inter acabou sendo derrotada por 5–3 e foi eliminada da competição. Manaj participou ao todo de seis partidas em sua primeira temporada entre a Liga e Copa, tendo também um saldo positivo na Copa Italia Primavera, onde fez o gol que garantiu o título a Inter Sub-19. Em 24 de junho de 2016, a Inter e o Cremonese chegaram a um acordo para terminar a co-propriedade, tendo o clube milanês pagado mais 500.000 euros e obtido o passe do atleta por um todo.

#### Empréstimo ao Pescara
Em 11 de julho de 2016, foi anunciado seu empréstimo ao Pescara juntamente com Cristiano Biraghi como parte da transferência de Gianluca Caprari para a Inter em 2017. Tendo sido apresentado no mesmo dia, Manaj utilizou a camisa número 9, se dizendo ansioso para demonstrar suas qualidades.
Fez sua estreia pelo Pescara em 21 de agosto de 2016, no empate de 2–2 com o Napoli em partida válida pela 1ª rodada da Série A, entrando no lugar de Ledian Memushaj no segundo tempo. Seu primeiro gol foi uma semana depois contra o Sassuolo, entrando como substituto e fazendo o único de seu time na derrota por 2–1. 
A sua passagem pelo Pescara foi marcada pelo seu comportamento, tendo sido suspenso em Novembro pelo treinador Massimo Oddo por falta de disciplina. Na coletiva de imprensa, Oddo disse: "Manaj está fora por questões disciplinares. Não estou aqui para contar o que aconteceu no vestiário, mas hoje aconteceu algo que não deveria acontecer. Prefiro levar um jogador do time juvenil ao invés de um jogador que não sabe como se comportar." Esse episódio levou o clube a encurtar seu empréstimo, tendo Manaj feito apenas 12 jogos no campeonato pela equipe e marcando duas vezes.

#### Empréstimo ao Pisa
Em 18 de janeiro de 2017, foi confirmado sua ida por empréstimo ao Pisa para a disputa da Serie B, ficando até o final da temporada de 2016–17. Ele juntou-se ao seus colegas de seleção Edgar Çani e Samir Ujkani, que o convenceu a ir para o clube. Fez sua estreia pelo Pisa três dias depois de ser anunciado, contra o Ternana, tendo perdido um pênalti no último minuto, mas o mesmo assim su clube venceu por 1–0. Apesar do pênalti perdido, o técnico do time Gennaro Gattuso elogiou sua atuação e disse que "perder um pênalti é uma coisa que pode acontecer com qualquer um". Manaj fez seu primeiro gol em 12 de março de 2017, contra o Vicenza aos 60 minutos, quatro minutos depois de ter entrando na partida. Porém, seu time tomaria o revés e perderia por 2–1 nos minutos finais.

### Granada
Em 30 de agosto 2017, Manaj foi anunciado pelo Granada por empréstimo com opção de compra ao final. Fez sua estreia pelo clube granadino dois depois contra o Barcelona B, entrando como substituto no lugar de Adrián Ramos. Pelo time granadino teve uma passagem bem apagada, tendo atuado em 20 partidas e feito apenas um gol, na vitória por 3–1 contra o Numancia na 11ª rodada da La Liga de 2017–18.

### Albacete
Em 30 de junho de 2018, Manaj foi anunciado pelo Albacete por empréstimo de um ano com uma cláusula de obrigação de compra. Começou bem no clube espanhol, tendo feito um gol de pênalti logo em sua estreia após entrar no decorrer do jogo contra o Deportivo de La Coruña. Foi titular pela primeira vez no dia 25 de agosto, no empate de 2–2 com o Las Palmas na 2ª rodada da La Liga. Mais tarde, fez seu primeiro gol na Copa del Rey no jogo de volta contra o CD Lugo aos 93 minutos, porém o Albacete acabou sendo desclassificado.
Teve um desempenho satisfatório, fazendo sete gols em 30 jogos. Então, em 9 de julho de 2019, o Albacete anunciou que exerceu a cláusula de compra de 2 milhões de euros e Manaj assinou um contrato permanente com o clube de cinco anos.

### Barcelona
Em 20 de janeiro de 2020, Manaj foi anunciado pelo Barcelona B, assinando contrato por três anos e meio com uma cláusula de volta fixada em 50 milhões de euros. O Barcelona B teria que pagar 700.000 euros mais 2 milhões de euros adicionais dependendo do desempenho de Manaj durante os três anos e meio de seu contrato. Cinco dias depois, fez sua estreia na vitória de 2–0 sobre o Ejea, tendo começado a partida como titular.
Em 29 de janeiro, Manaj foi chamado para treinar com o time principal do Barcelona, e em 14 de fevereiro foi relacionado pelo técnico Quique Setién para a partida contra um Getafe, tornando-se o primeiro jogador albanês a conseguir tal feito no primeiro time do clube catalão. Acabou não entrando, mas o Barcelona venceu por 2–1. Em sua passagem pelo time B Manaj atuou em 31 partidas e fez 17 gols (com oito deles na segunda temporada), tendo também participado de quatro jogos de pré-temporada com o time principal onde fez quatro gols, incluindo um hat-trick na goleada de 4–0 sobre o Gimnàstic em 22 de julho de 2021.

#### Empréstimo ao Spezia
Em 31 de agosto de 2021, Manaj foi anunciado pelo Spezia Calcio por empréstimo com opção de compra por 2,7 milhões de euros.
Fez seu primeiro gol em 5 de dezembro de 2021, num empate de 2–2 com o Sassuolo. Após isso, só voltaria a marcar três meses depois ao fazer, conseguindo uma sequência de três gols em cinco jogos: contra a Salernitana (empate de 2–2), Bologna (vitória de 2–1) e Cagliari (vitória de 2–0), sendo essa a melhor sequência de sua carreira. Voltou a marcar em 23 de abril de 2022, o único do Spezia na derrota de 2–1 para o Torino na 34ª rodada da Série A, aos 97 minutos e de pênalti.

## Seleção Albanesa

### Sub-19
Manaj recebeu sua primeira convocação para a Albânia Sub-19 comandada à época Altin Lala para participar das Qualificações para o Campeonato Europeu de Sub-19 de 2015. Fez sua estreia logo na primeira partida em 12 de novembro de 2014, uma derrota de 1–0 para a Dinamarca, tendo sido substituído aos 60 minutos por Esad Morina. Na partida seguinte contra Portugal acabou não entrando, mas foi titular na última partida da fase de grupos contra País de Gales em 17 de novembro de 2014, tendo a Albânia perdido por 2–1. A Seleção acabou sendo eliminada da competição, perdendo todas as três partidas.

### Sub-21
Manaj foi convocado pela primeira vez ao Sub-21 para a primeira rodada de Qualificações para Eurocopa Sub-21 de 2017, contra Liechtenstein em 28 de março de 2015. Fez sua estreia nessa partida entrando no lugar de Jurgen Vatnikaj durante a partida e fez um dos gols da vitória da Albânia por 2–1. Foi novamente chamado para as rodadas seguintes contra Israel e Portugal, nos dias 3 e 8 setembro de 2015. Atuou na partida contra Istael mas acabou sendo substituído aos 29 minutos do primeiro tempo por Albion Avdijaj devido à problemas físicos. Em 28 de março de 2016, Manaj foi importante ao fazer o gol de empate de 1–1 contra a Hungria e ter dado uma assistência para o gol da virada e da vitória feito por Herdi Prenga.
Após dois anos, Manaj retornou ao Sub-21 para as duas partidas contra a Eslováquia na Campeonato Europeu Sub-21 de 2019. Fez os dois gols da Albânia na derrota por 3–2 na partida contra Eslováquia, tendo também feito o gol de sua seleção na derrota por 4–1 no jogo de volta, além de ter sido o capitão da Seleção na partida.

### Principal
Fez sua estreia pela Seleção Principal em 13 de novembro de 2015 contra o Kosovo, tendo feito um gol com apenas 12 segundos em campo, conseguindo dois recordes: jogador albanês mais jovem a marcar pela Seleção e o gol mais rápido de um jogador entrando no decorrer de um jogo pela seleção. Mais tarde dedicou o tento a família. Manaj foi um um pré-selecionados para disputar a Euro 2016, mas acabou não sendo convocado para a lista.
Em 2018, foi convocado para dois jogos, um amistoso contra Marrocos em 31 de agosto e um jogo das Eliminatórias para a Copa do Mundo de 2018 contra a Macedônia em 8 desetembro.
Em 2024, foi um dos 26 convocados pelo técnico Sylvinho para representar a Albânia na Eurocopa. No último amistoso antes do Europeu, fez um dos gols da vitória por 3–1 sobre o Azerbaijão.

## Vida Pessoal
Manaj tem nacionalidade italiana pelo fato de ter iniciado sua carreira na Itália. Seu grande ídolo na infância era o sueco Ibrahimović. Também é conhecido por ter um temperamento difícil, já tendo se envolvido em discussões com treinadores de times em que atuava, como Massimo Oddo e De Biase.

## Estilo de jogo
Um camisa nove legítimo, Manaj também pode atuar pelas pontas e tem um bom jogo devido a sua boa altura (1,82 m).

## Estatísticas

### Clubes
Atualizadas até dia 9 de junho de 2024.
| Clubes            | Temporada         | Campeonato nacional | Campeonato nacional | Campeonato nacional | Copa nacional | Copa nacional | Copa nacional | Competições continentais | Competições continentais | Competições continentais | Outros torneios | Outros torneios | Outros torneios | Total | Total | Total   |
| Clubes            | Temporada         | Jogos               | Gols                | Assist.             | Jogos         | Gols          | Assist.       | Jogos                    | Gols                     | Assist.                  | Jogos           | Gols            | Assist.         | Jogos | Gols  | Assist. |
| ----------------- | ----------------- | ------------------- | ------------------- | ------------------- | ------------- | ------------- | ------------- | ------------------------ | ------------------------ | ------------------------ | --------------- | --------------- | --------------- | ----- | ----- | ------- |
| Cremonese         | 2014–15           | 22                  | 2                   | 1                   | 4             | 0             | 0             | —                        | —                        | —                        | —               | —               | —               | 26    | 2     | 1       |
| Cremonese         | Total             | 22                  | 2                   | 1                   | 4             | 0             | 0             | 0                        | 0                        | 0                        | 0               | 0               | 0               | 26    | 2     | 1       |
| Internazionale    | 2015–16           | 4                   | 0                   | 0                   | 2             | 0             | 0             | —                        | —                        | —                        | —               | —               | —               | 6     | 0     | 0       |
| Internazionale    | Total             | 4                   | 0                   | 0                   | 2             | 0             | 0             | 0                        | 0                        | 0                        | 0               | 0               | 0               | 6     | 0     | 0       |
| Pescara           | 2016–17           | 12                  | 2                   | 0                   | 1             | 0             | 0             | —                        | —                        | —                        | —               | —               | —               | 13    | 2     | 0       |
| Pescara           | Total             | 12                  | 2                   | 0                   | 1             | 0             | 0             | 0                        | 0                        | 0                        | 0               | 0               | 0               | 13    | 2     | 0       |
| Pisa              | 2016–17           | 17                  | 2                   | 0                   | —             | —             | —             | —                        | —                        | —                        | —               | —               | —               | 17    | 2     | 0       |
| Pisa              | Total             | 17                  | 2                   | 0                   | 0             | 0             | 0             | 0                        | 0                        | 0                        | 0               | 0               | 0               | 17    | 2     | 0       |
| Granada           | 2017–18           | 19                  | 1                   | 0                   | 1             | 0             | 0             | —                        | —                        | —                        | —               | —               | —               | 19    | 1     | 0       |
| Granada           | Total             | 19                  | 1                   | 0                   | 1             | 0             | 0             | 0                        | 0                        | 0                        | 0               | 0               | 0               | 20    | 1     | 0       |
| Albacete          | 2018–19           | 29                  | 6                   | 0                   | 1             | 1             | 0             | —                        | —                        | —                        | —               | —               | —               | 30    | 7     | 0       |
| Albacete          | 2019–20           | 10                  | 3                   | 0                   | 1             | 0             | 0             | —                        | —                        | —                        | —               | —               | —               | 11    | 3     | 0       |
| Albacete          | Total             | 37                  | 9                   | 0                   | 2             | 1             | 0             | 0                        | 0                        | 0                        | 0               | 0               | 0               | 41    | 10    | 0       |
| Barcelona B       | 2019–20           | 9                   | 2                   | 0                   | 0             | 0             | 0             | —                        | —                        | —                        | —               | —               | —               | 9     | 2     | 0       |
| Barcelona B       | 2020–21           | 22                  | 14                  | 2                   | 0             | 0             | 0             | —                        | —                        | —                        | —               | —               | —               | 22    | 14    | 2       |
| Barcelona B       | Total             | 31                  | 16                  | 2                   | 0             | 0             | 0             | 0                        | 0                        | 0                        | 0               | 0               | 0               | 31    | 16    | 2       |
| Barcelona         | 2021–22           | 3                   | 0                   | 0                   | —             | —             | —             | —                        | —                        | —                        | —               | —               | —               | 3     | 0     | 0       |
| Barcelona         | Total             | 3                   | 0                   | 0                   | 0             | 0             | 0             | 0                        | 0                        | 0                        | 0               | 0               | 0               | 3     | 0     | 0       |
| Spezia            | 2021–22           | 30                  | 5                   | 0                   | 0             | 0             | 0             | —                        | —                        | —                        | —               | —               | —               | 30    | 5     | 0       |
| Spezia            | Total             | 30                  | 5                   | 0                   | 0             | 0             | 0             | 0                        | 0                        | 0                        | 0               | 0               | 0               | 26    | 5     | 0       |
| Watford           | 2022–23           | 6                   | 0                   | 0                   | 1             | 0             | 0             | —                        | —                        | —                        | —               | —               | —               | 7     | 0     | 0       |
| Watford           | Total             | 6                   | 0                   | 0                   | 1             | 0             | 0             | 0                        | 0                        | 0                        | 0               | 0               | 0               | 7     | 0     | 0       |
| Sivasspor         | 2023–24           | 33                  | 18                  | 3                   | 3             | 4             | 0             | —                        | —                        | —                        | —               | —               | —               | 36    | 22    | 3       |
| Sivasspor         | 2024–25           |                     |                     |                     |               |               |               |                          |                          |                          |                 |                 |                 |       |       |         |
| Sivasspor         | Total             | 33                  | 18                  | 3                   | 3             | 4             | 0             | 0                        | 0                        | 0                        | 0               | 0               | 0               | 36    | 22    | 3       |
| Total na carreira | Total na carreira | 216                 | 55                  | 6                   | 13            | 5             | 0             | 0                        | 0                        | 0                        | 0               | 0               | 0               | 229   | 60    | 6       |

- a. ^ Jogos da Coppa Italia, Coppa Italia Serie C, Copa del Rey e EFL Cup
- b. ^ Jogos da
- c. ^ Jogos do

### Seleção Albanesa
Atualizadas até dia 24 de junho de 2024.

#### Sub-19
| Ano   |       |      |         |
| Ano   | Jogos | Gols | Assist. |
| ----- | ----- | ---- | ------- |
| 2014  | 4     | 2    | 1       |
| 2015  | 1     | 1    | 0       |
| Total | 5     | 3    | 1       |

#### Sub-21
| Ano   |       |      |         |
| Ano   | Jogos | Gols | Assist. |
| ----- | ----- | ---- | ------- |
| 2015  | 3     | 2    | 0       |
| 2017  | 4     | 1    | 0       |
| 2018  | 2     | 3    | 0       |
| Total | 9     | 6    | 0       |

#### Principal
| Ano   |      |         |   |
| Jogos | Gols | Assist. |   |
| 2015  | 2    | 1       | 0 |
| 2016  | 1    | 0       | 0 |
| 2018  | 5    | 0       | 0 |
| 2019  | 5    | 2       | 1 |
| 2020  | 7    | 2       | 0 |
| 2021  | 9    | 2       | 0 |
| 2022  | 2    | 0       | 0 |
| 2024  | 6    | 1       | 0 |
| Total | 37   | 8       | 1 |